# 岐阜市医師会准看護学校
岐阜市医師会准看護学校（ぎふしいしかいじゅんかんごがっこう）は、岐阜県岐阜市にある准看護師学校。 

## 概要
社団法人岐阜市医師会が運営する准看護師学校である。
岐阜市医師会看護学校（旧・岐阜市立第二看護専門学校）に隣接する。岐阜市医師会看護学校と連携して5年間の一貫教育も行っている（岐阜市医師会看護学校への推薦制度）。

## 構成学科
- 准看護師課程（修業年限：2年）

## 所在地
- 岐阜県岐阜市青柳町5丁目4番地

## 沿革
- 1952年（昭和27年）4月 - 岐阜市医師会附属准看護婦養成所として開校。
- 1964年（昭和39年）4月 - 岐阜市医師会准看護婦学校に改称する。岐阜市梅河町2丁目に存在した岐阜市医師会館内へ移転。
- 1999年（平成11年）4月 - 岐阜市医師会准看護学校に改称する。
- 2014年（平成26年）4月 - 現在地に新築移転。
- 2015年（平成27年）4月 - 隣接地に岐阜市医師会看護学校が開校。

## 交通アクセス
- 岐阜バス「西野町」バス停より徒歩で約5分。
  - JR岐阜駅バスターミナル・名鉄岐阜駅（名鉄岐阜のりば）より、岐阜大学・病院線（行先番号：C70）岐阜大学病院前行に乗車。
- 岐阜バス「忠節橋」バス停より徒歩で約5分。
  - JR岐阜駅バスターミナルより、黒野線（行先番号：C45）御望野行、西郷線 （行先番号：C38）西郷行、加納島線（行先番号：K18）旦の島行、市内ループ線（右まわり）に乗車。
  - 名鉄岐阜駅（名鉄岐阜のりば）より、黒野線（行先番号：C45）御望野行、西郷線 （行先番号：C38）西郷行、加納島線（行先番号：K18）旦の島行に乗車。